# Чаленко Феодосій Кузьмович
Чаленко Феодосій Кузьмович (20.01.1920, Капустинці, Пирятинський уїзд, Полтавська губернія, УСРР - 24 серпня 2012, Корсунь-Шевченківський, Черкаська область, Україна) - відомий український журналіст, письменник, письменник, публіцист, ветеран війни, козак з діда-прадіда, родич учасників Української Революції 1920х рр. Був наставником кількох поколінь українських журналістів, в першу чергу жителів Черкащини. Свідок голодовки-голодомору 1930х рр., під час якого втратив чимало своїх рідних і земляків, тому переймався збереженням пам'яті і розслідуванням подробиць того, що відбулося в селі і в країні в той час. Близький родич діда Антона зі Шрамківки, учителя, друга і співбесідника іншого видатного журналіста, поета і письменника Володимира Щерби, один із співбесідників і учителів О.С.Ярового.

## Життєпис
Народився в сільській родині, приписних козаків села Капустинці Пирятинського повіту Полтавської губернії Української Республіки Кузьми Яковича і Мар'яни Демидівни Чаленків.
У родині було ще брат Федір і три сестри, Ганна, Анастасія і Євдокія. Федір і Анастасія померли під час голодомору.
Пережив і був свідком голодомору у рідному селі, коли за підрахунками загинуло понад 1000 його родичів і односельчан. Неодноразово писав про трагічні події того часу в своїх публікаціях.
Брав участь у війні проти німецько-фашистських загарбників у складі Червоної Армії, про що теж неодноразово писав у своїх публікаціях. Відзначений нагородами Радянського Союзу .
Відомий український історик і краєзнавець Василь Іванович Яременко, згадує про Феодосія Кузьмовича Чаленка у своїй книзі про історію села Нехайки і навколишніх сіл (в т.ч. Капустинець).
Через свою сестру є родичем відомого старожила села Шрамківка Драбівського району Черкаської області України Антона Андрійовича Довгого (1903-2004), якого знав особисто і неодноразово мав нагоду поспілкуватись.